# Rapp
Rapp (szlovákul: Rapovce) község Szlovákiában, a Besztercebányai kerületben, a Losonci járásban. A Novohrad-Nógrád UNESCO Globális Geopark települése. 

## Fekvése
Losonctól 6 km-re délre, az Ipoly bal partján fekszik.

## Története
1312-ben "Kop" alakban említik először. 1327-ben "Roph" néven szerepel írott forrásban. Története során több család birtokolta, utoljára a Coburgok. 1554 és 1593 között a hódoltság része volt, ezalatt csaknem teljesen elnéptelenedett. 1595-ben kezdték újratelepíteni. 1828-ban 57 házában 496 lakos élt. Szénbányáját a 19. század második felében nyitották meg. Lakói mezőgazdasággal, bányászattal foglalkoztak. Később a bányát bezárták.
Vályi András szerint "RAP. Rapovecz. Tót falu Nógrád Vármegyében, földes Ura Batta, és több Uraságok, lakosai katolikusok, fekszik Ipoly vizéhez közel, Losontzhoz 3/4 mértföldnyire, határja közép termékenységű, vagyonnyai is középszerűek lévén, második osztálybéli."
Fényes Elek szerint "Rap, magyar falu, Nógrád vmegyében, az Ipoly mellett: 574 kath., 17 evang. lak. Van kath. paroch. temploma, csinos urasági kastélya, gyönyörű angol kertje, elég és jó földje, de különösen sok, és kövér rétje, vizimalma. Renyik nevezetü hegyén közel a tetőhöz egy elhagyatott kőbányában több kővé vált tengeri csigák, sőt egy halforma állat feje is találtatott. F. u. hg Coburg. Ut. p. Losoncz."
A trianoni békeszerződésig Nógrád vármegye Losonci járásához tartozott. 1938 és 1944 között újra Magyarország része.

## Népessége
| Év:            | 1994. | 2004.    | 2014.   | 2024.   |
| -------------- | ----- | -------- | ------- | ------- |
| Emberek száma: | 858   | 950      | 951     | 921     |
| Eltérés:       |       | +10,72 % | +0,10 % | -3,15 % |

| Év:            | 2023. | 2024.   |
| -------------- | ----- | ------- |
| Emberek száma: | 921   | 921     |
| Eltérés:       |       | -1,42 % |

1910-ben 617, többségben magyar anyanyelvű lakosa volt, jelentős cigány kisebbséggel.
1991-ben még a magyarok voltak többségben.
2001-ben 932 lakosából 414 magyar és 433 szlovák volt.
2011-ben 979 lakosából 286 magyar, 260 cigány és 387 szlovák volt.
2021-ben 930 lakosából 281 (+21) magyar, 5 (+20) cigány, 584 (+25) szlovák, 7 egyéb és 53 ismeretlen nemzetiségű volt.

## Neves személyek
- Itt hunyt el 1859-ben Czente István katolikus pap, költő.
- Itt nyugszik Böszörményi István (1947–2022) szlovákiai magyar tanár, helytörténeti és néprajzi kutató.
- Itt szolgált Gallus Péter plébános, mánta költő.

## Nevezetességei
- Barokk temploma 1764-ben épült.

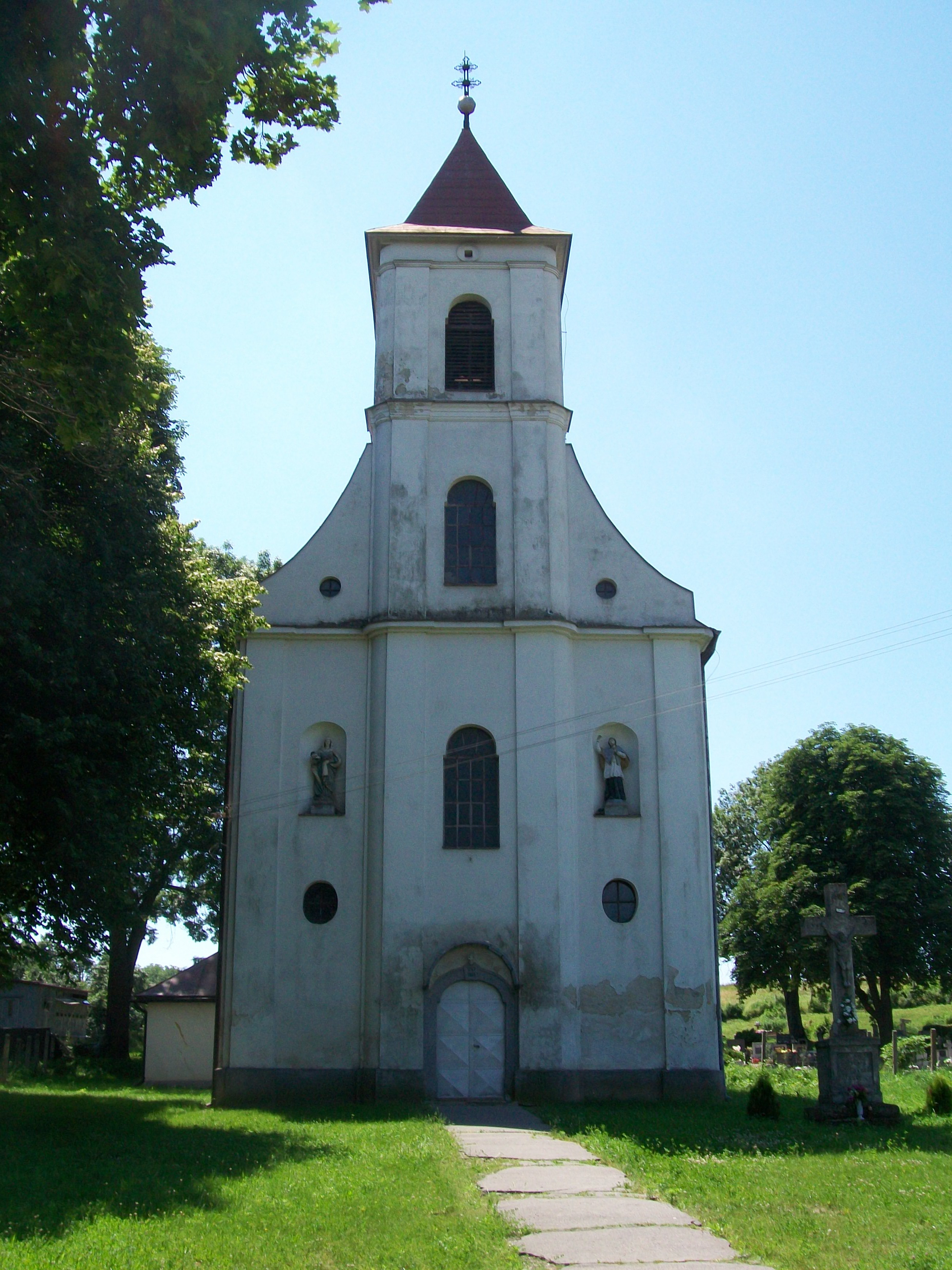
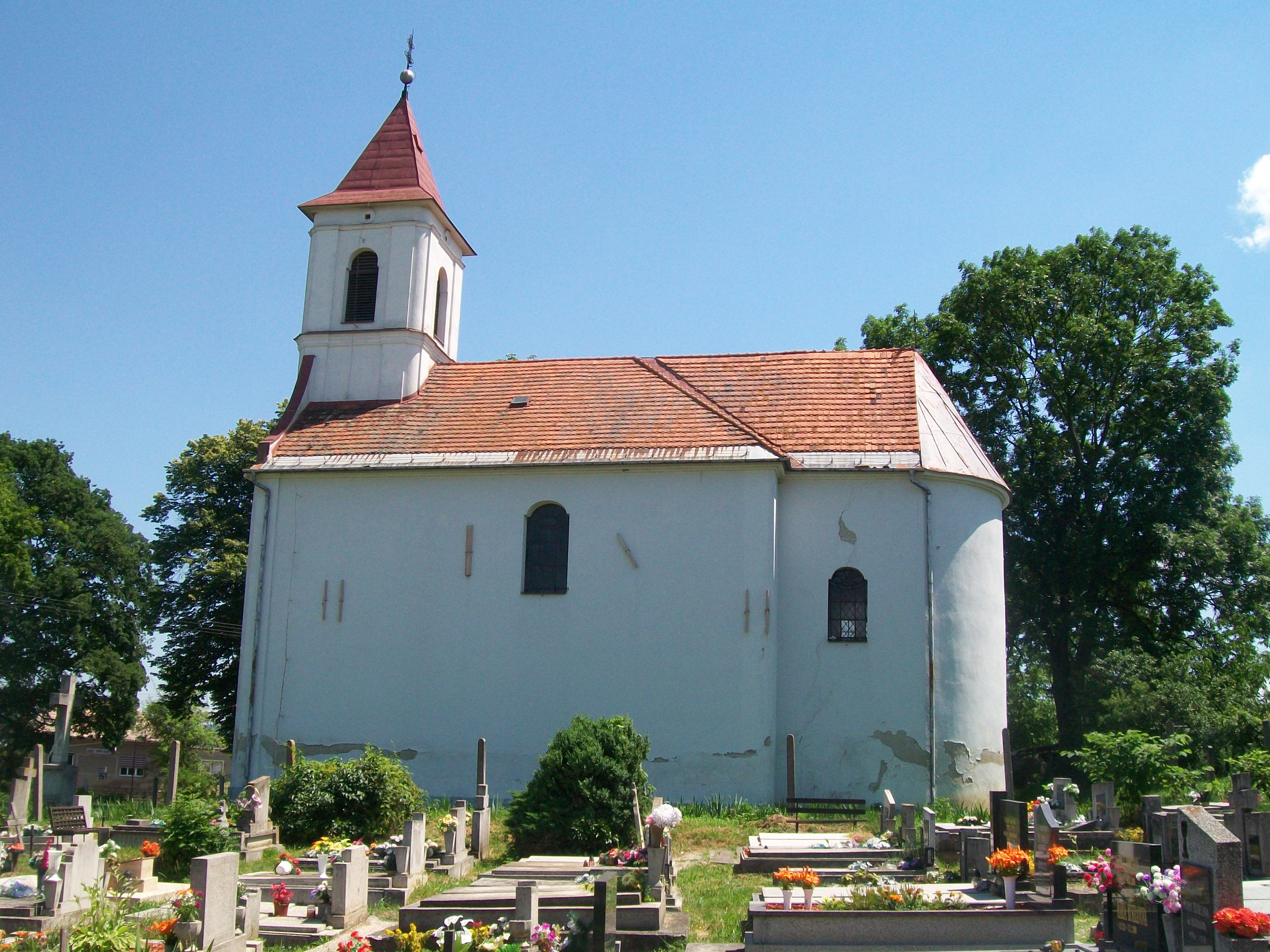
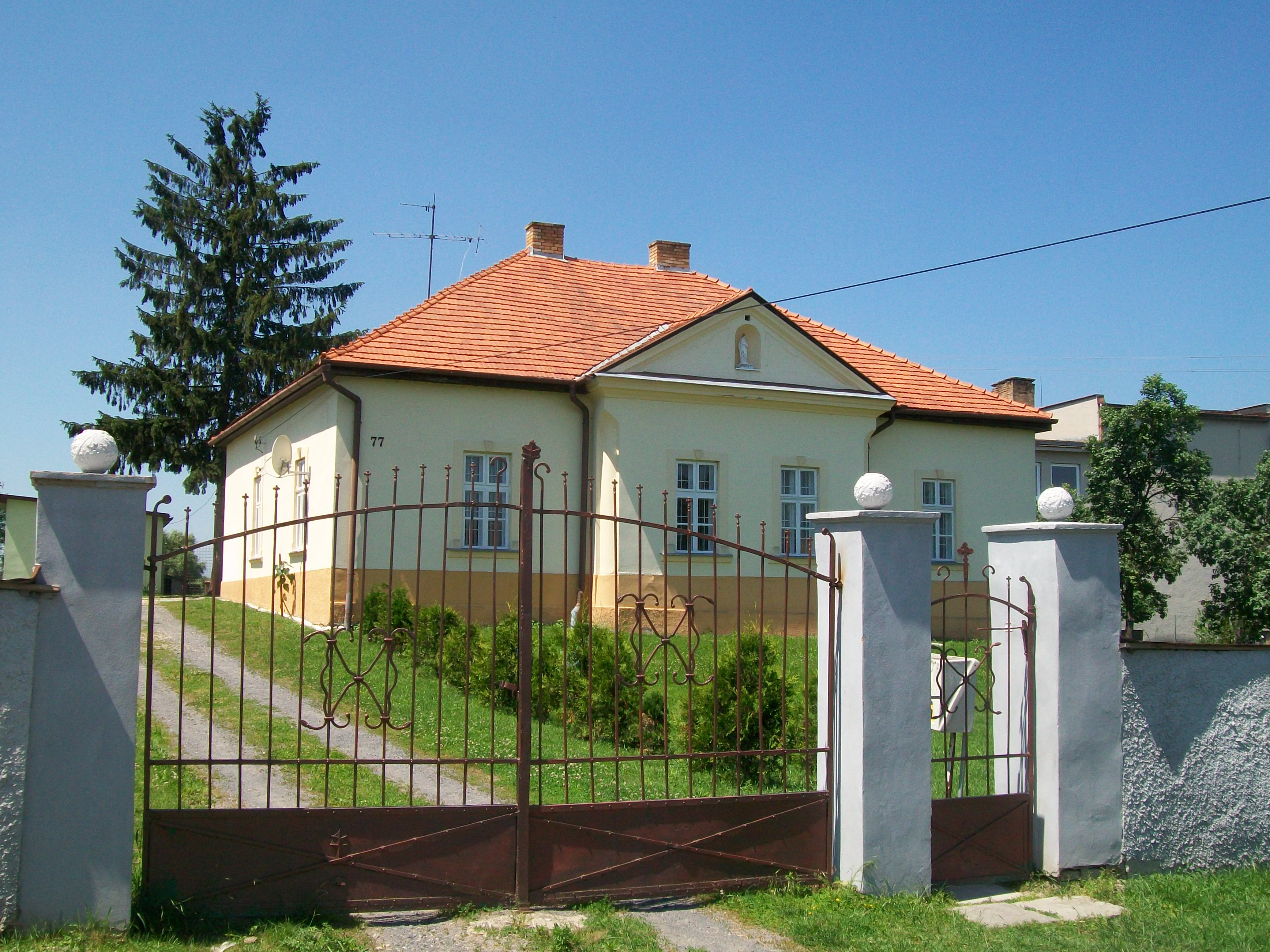
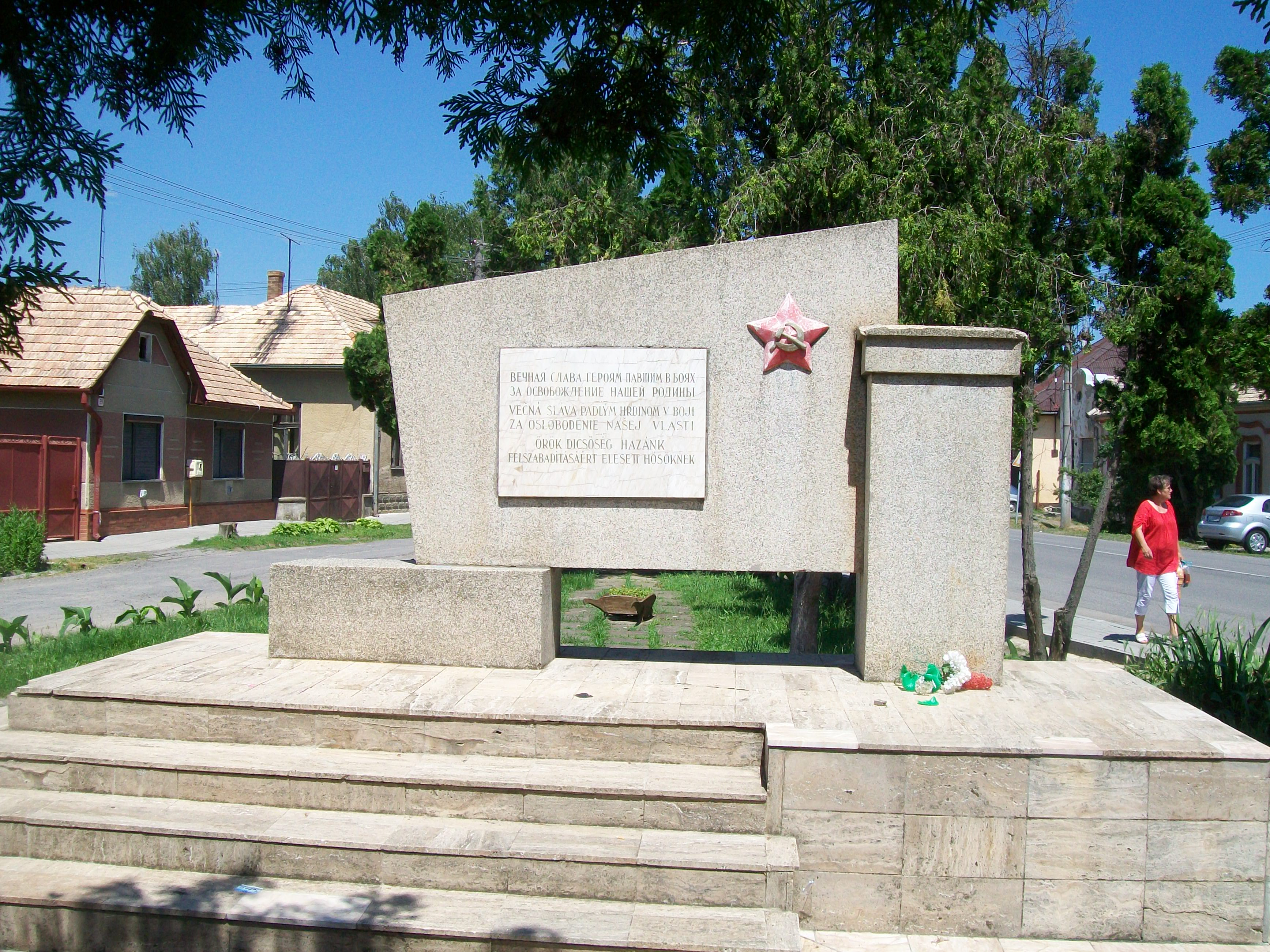
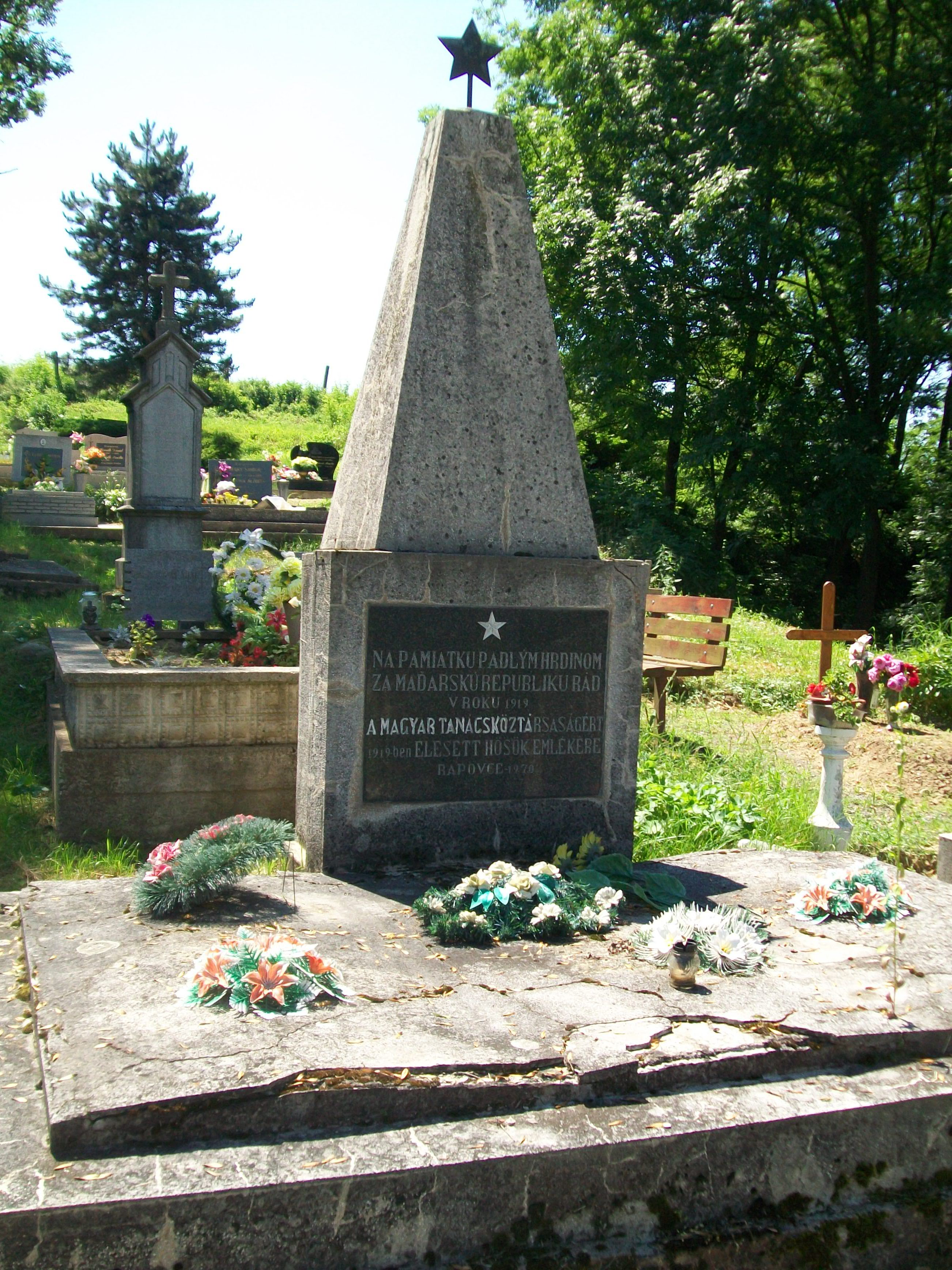
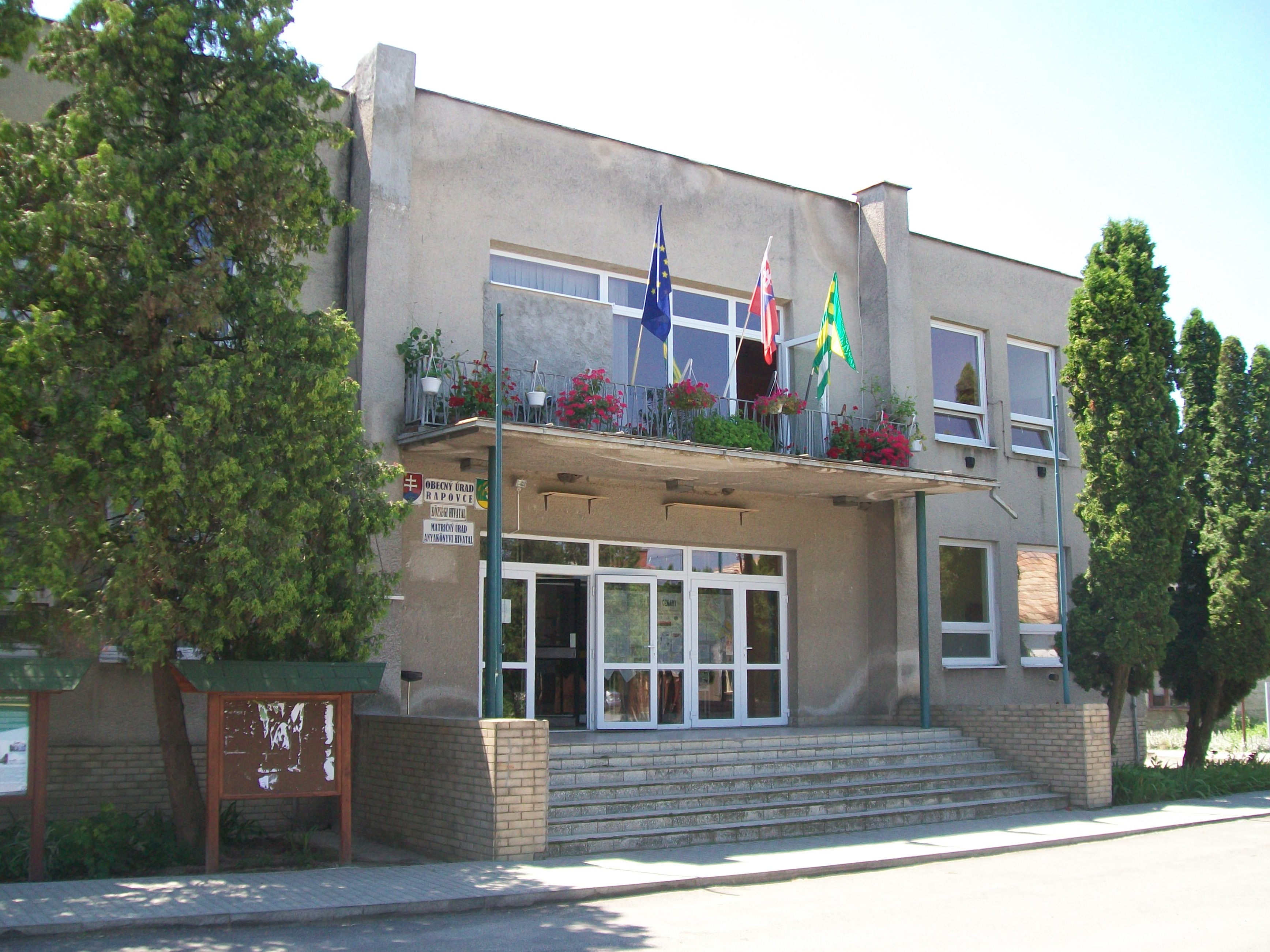
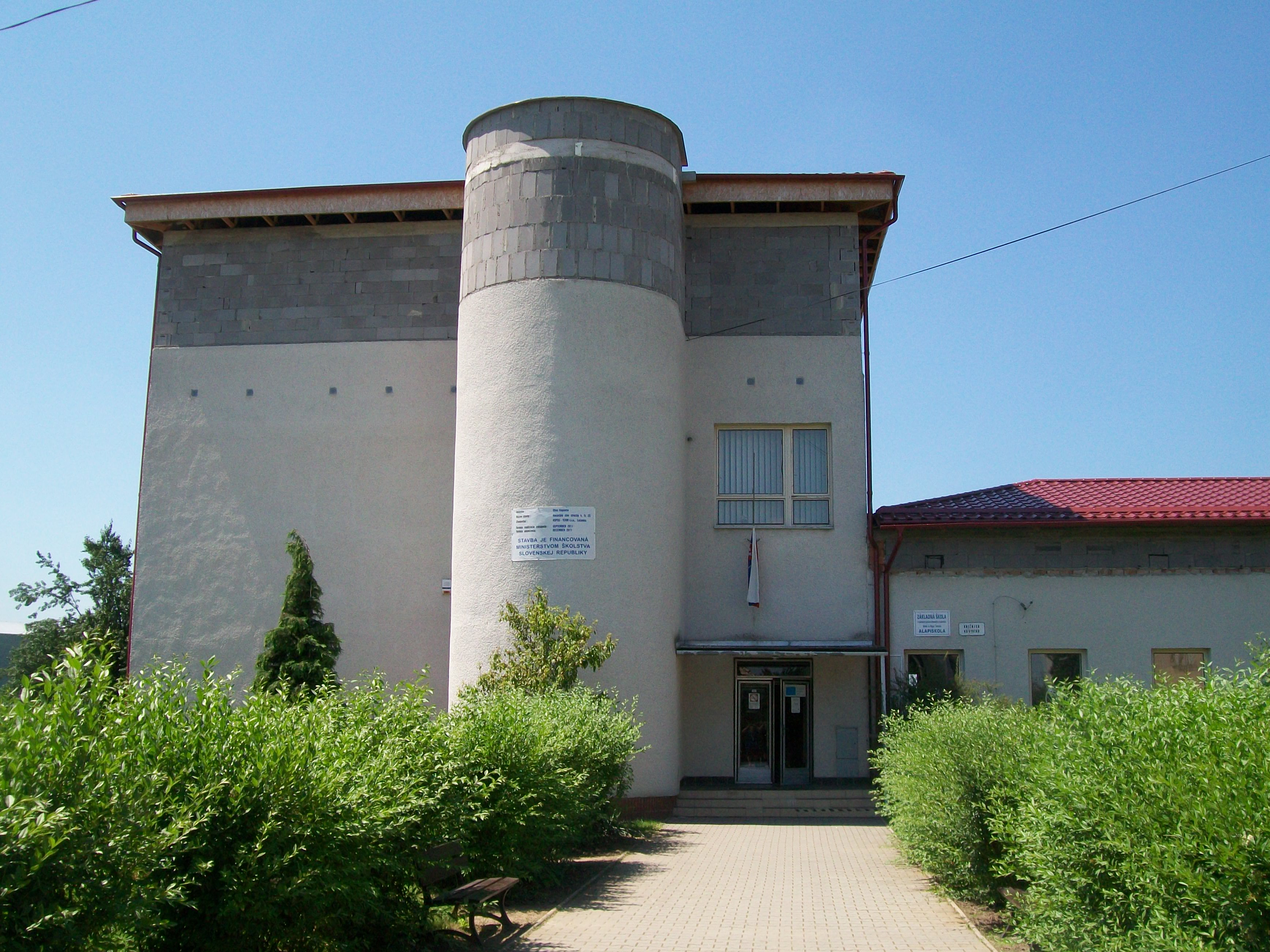
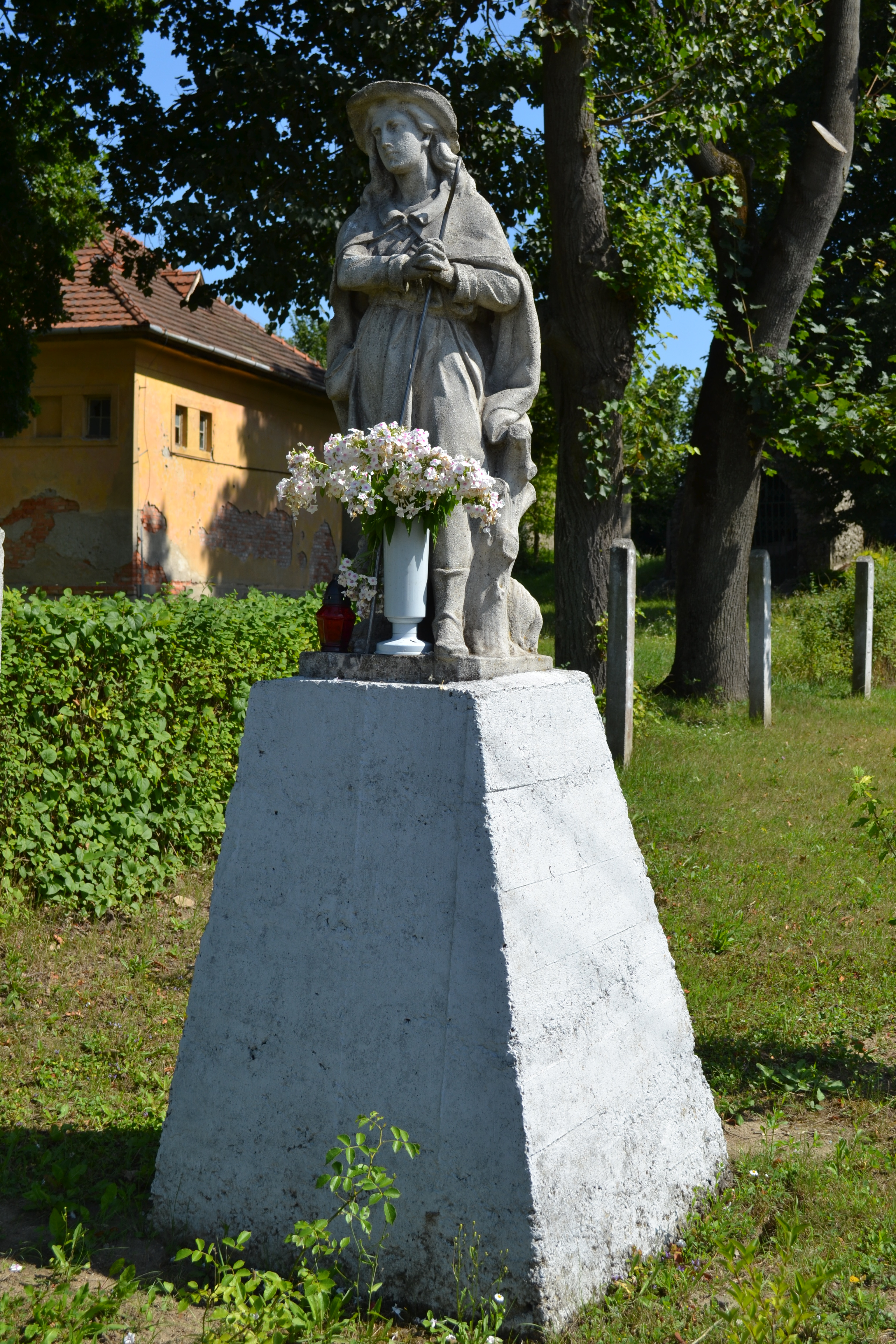

- Plébániája eredetetileg nemesi kúriának épült 1768-ban.
- Klasszicista kúriája 1821-ben épült.
- A temetőben lévő "Tanácsköztársaság" emlék, ritka Szlovákiában. Igazán a felírat akkor helyes, ha a "Felvidéki hadjáratban 1919-ben elesettek emlékére" szerepelne.

## Külső hivatkozások
- Községinfó
- Rapp Szlovákia térképén
- Rapp a Nógrádi régió honlapján
- E-obce.sk Archiválva 2008. február 7-i dátummal a Wayback Machine-ben
- A Novohrad-Nógrád UNESCO Globális Geopark települései